# Giovanni Schmidt
Giovanni Schmidt (* um 1775 in Livorno; † nach 1839 in Neapel) war ein italienischer Librettist.

## Leben
Giovanni Schmidt übersiedelte nach Neapel, während er noch jung war und blieb dort für den Rest seines Lebens. Zwischen 1800 und 1839 schrieb er Libretti für 45 Opern, vor allem für das Teatro San Carlo, dessen offizieller Theaterdichter er war. Er und Andrea Leone Tottola waren die beiden Librettisten, die im ersten Viertel des 19. Jahrhunderts das Theaterleben in Neapel dominierten. Schmidts Texte waren oft banal und ausschweifend, wurden aber von den bedeutendsten Komponisten seiner Epoche vertont, wie Giacomo Tritto, Gaetano Andreozzi, Luigi Mosca, Pietro Generali, Giovanni Pacini, Saverio Mercadante und Gioachino Rossini. Allein für Rossini schrieb er Texte für vier Opern: Elisabetta regina d’Inghilterra, Eduardo e Cristina, Armida und Adelaide di Borgogna, Diese Bücher gelten als seine besten Werke.

## Libretti
- Meleagro (opera seria; vertont von Niccolò Antonio Zingarelli, 1798)
- Idante ovvero I sacrifici d’Eccate (dramma per musica; vertont von Marcos António Portugal, 1800)
- Gli americani (opera seria; vertont von Giacomo Tritto; 1802)
- Piramo e Tisbe (opera seria; vertont von Gaetano Andreozzi, 1803)
- Cesare in Egitto (opera seria; vertont von Giacomo Tritto, 1805)
- Andromeda (opera seria; vertont von Vittorio Trento, 1805)
- Il salto di Leucade (vertont von Luigi Mosca, 1812)
- Ecuba (tragedia per musica; vertont von Nicola Antonio Manfroce, 1812)
- Elisabetta regina d’Inghilterra (dramma; vertont von Gioachino Rossini, 1815)
- Armida (dramma; vertont von Gioachino Rossini, 1817)
- Adelaide di Borgogna (dramma; vertont von Gioachino Rossini, 1817)
- Eduardo e Cristina (dramma; vertont von Gioachino Rossini, 1819)
- L’apoteosi d’Ercole (dramma per musica; vertont von Saverio Mercadante, 1819)
- Anacreonte in Samo (dramma per musica; vertont von Saverio Mercadante, 1820)
- Lo sposo in provincia (commedia; vertont von Giacomo Cordella, 1821)
- La sposa indiana (vertont von Pietro Generali, 1822)
- L’amante virtuoso (vertont von Giuseppe Balducci, 1823)
- Alessandro nelle Indie (dramma per musica; vertont von Giovanni Pacini, 1824)
- Amazilia (melodramma; vertont von Giovanni Pacini, 1825)
- Elvida (dramma per musica; vertont von Gaetano Donizetti, 1826)
- Malvina (vertont von Michele Costa, 1829)
- Le nozze campestri (dramma per musica; vertont von Giacomo Cordella, 1840; vertont von Giuseppe Lillo, 1840)